# Can Serra (Calders)
Can Serra és una masia del poble de Calders (Moianès), catalogada com a bé cultural d'interès local.

## Història
És citada el 1329 en la documentació del monestir de Sant Benet de Bages, essent una de les més antigues de Calders. Va ser fundada pels Serramalera, procedents de la masia del mateix nom de la parròquia de Sant Andreu de Calders, cognom escurçat a Serra.
La primera construcció sembla que tenia la seva entrada per un altre indret, i va ser renovada al segle xviii. Al segle xix i principi del xx s'hi van fer noves ampliacions.
La veu popular diu que en època de les carlinades hi va estatjar Blanca de Borbó, de la família del pretendent carlí, i de la que es guarda una cambra anomenada «el quarto de Donya Blanca».

## Descripció
És una masia de plantea baixa, dos pisos i golfes, situada a la carena d'una serra, a 550 m d'altitud. Antigament era una masia aïllada de la parròquia de Sant Vicenç de Calders i actualment està englobada en el nucli urbà del poble, a prop i al sud de la Casa de la Vila, entre el carrer de les Monges i el de Manresa, pel qual té l'entrada.
A llevant hi ha la porta d'entrada adovellada d'arc de mig punt. L'entrada és enllosada; una porta condueix a l'estable. Altres dependències de la planta baixa són les tines i l'antic celler. Al primer pis hi ha la sala típica de masia catalana, amb habitacions col·laterals, i una galeria a migdia. El segon pis, també habitatge, conté dues saletes amb les corresponents habitacions, a més del farinal i la cambra de la mel. Les parets de tres de les habitacions tenen pintures murals del segle xix.
La coberta és de doble vessant, amb el carener perpendicular a la façana, i la seva estructura és de cairats de fusta, revoltó ceràmic i es remata amb teules de ceràmica. Té uns cossos adossats, magatzem, corts, molí, etc., de finals del segle xix. El barri i la casa són tancats per uns murs. El material constructiu és de pedra ben escairada en les cantonades i portals; la resta és reble i Les construccions noves són de maó.